# Rumex gemlikensis
Rumex gemlikensis är en slideväxtart som beskrevs av Karl Heinz Rechinger. Rumex gemlikensis ingår i släktet skräppor, och familjen slideväxter. Inga underarter finns listade i Catalogue of Life.